# أدب يزيدي
الأدب اليزيدي هو أدب يُنتَج من قبل اليزيدية. وعلى الرغم من أن الأدب اليزيدي كان تقليديًا في الغالب شفهيًا، فقد تم نسخ العديد من النصوص اليزيدية منذ سبعينيات القرن العشرين. وتُعد الكرمانجية اللغة الرئيسية المستخدمة.
وعلى خلاف الأديان الكبرى الأخرى في الشرق الأدنى، لا تمتلك الديانة اليزيدية قانونًا موحدًا من النصوص الدينية، إذ إن المعرفة الدينية تُنقل تقليديًا شفهيًا.
وقد جُمعت بعضٌ من أكبر مجموعات النصوص الأدبية اليزيدية من قِبل فيليب كرينبرويك (2005) وخانا عمرخالي (2017). كما أن هنالك مجموعات أخرى متنوعة من النصوص اليزيدية جُمعت من قبل كريستين أليسون (2001) وتيموراز أفدوئيف، وهو يزيدي جورجي.

## قائمة النصوص
تتضمّن هذه الفقرة قائمة شاملة بالنصوص الدينية الشفوية الإيزيدية كما جمعها عمرخالي (2017).
يمكن تصنيف الشعر الديني الشفهي الإيزيدي إلى الفئات التالية:
| شعرية - قَول (Qewl): تُعتبر ذات أصل إلهي. تُعدّ "قَولات الكباش" (Berane Qewls) من أهم هذه القَولات، ويتجاوز عددها اثنتي عشرة قَولة تُعدّ عادة من هذه الفئة. - بيت (Beyt): تحظى باحترام كبير، لكنها لا تُعدّ من أصل إلهي مثل القَولات. - دعاء (Duʿa) - قصيدة: تُنسب إلى تلاميذ عدي بن مسافر. - سماع (Semaʿ) - لافيج (Lavij) - خيزموك (Xizêmok): "أغنية خاتم الأنف" - بايزوك (Payîzok): "أغنية الخريف" - روبارين (Robarîn): "أغنية الأنهار" - خريبو (Xerîbo) | نثرية - مشابت (Mishabet): "موعظة" - تشيروك و تشيفانوك (Çîrok û Çîvanok): "سرد قصصي" - دستان (ملحمة): "قصة ملحمية" |

### قَول
1. قَول خلق العالم (Qewlê Afrîna Dinyanê، Qewlê Afirandina Dinyayê، Qewlê Kinyatê) – ترنيمة خلق العالم. تُعدّ من "قَولات الكباش".
2. قَول يعقوب وموسى
3. قَول الأساس – ترنيمة الأساس
4. قَول مطحنة المحبة – تُنسب إلى بير رشێ حيران
5. قَول يوم القيامة (Qewlê Sibêyek ji yêt ʿEdewiye، Qewlê Nefs û Aqil) – ترنيمة يوم القيامة
6. قَول يوم القيامة – لها لحن خاص بها
7. قَول باڤ بكر عمره – تُنسب إلى بابكر عمره الزرزائي، ولها لحن خاص بها
8. قَول البازار
9. قَول بدر ومند – لها لحن خاص
10. قَول بديلة سينئت كامل
11. قَول بديلة خدارا (قَول الشُعبتين) – تُعدّ أحياناً من "قَولات الكباش"
12. قَول المحيط – غالباً ما تُتلى أثناء الزيارات (الزِّيارة)، وأحياناً في الجنائز
13. قَول بحر (بئر) – لها لحن خاص
14. قَول المشتكي الزائف – تُنسب إلى الشيخ فخير أو درويش قطان
15. قَول باء وألف – تُعدّ من "قَولات الكباش"
16. قَول إبراهيم ابن محمد
17. قَول إبراهيم خليل
18. قَول بورِه بورِه
19. قَول خيول الفقير – تُنسب إلى الشيخ مند
20. قَول اجتماع الجماعة
21. قَول جمجمة السلطان
22. قَول جيرجين
23. قَول الجماعة – تُنسب إلى بير رشێ حيران
24. قَول خيرنا عليه – تُنسب إلى بير رشێ حيران
25. قَول الأربعاء الأحمر (بيت الأربعاء، قَول الأربعاء) – تُنسب إلى الشيخ فخير، لها لحن خاص. تُتلى عند إشعال النيران في المواقع المقدسة في وادي لالش قبل عيد رأس السنة في أبريل
26. قَول ما أحلك هذا الصباح
27. قَول الأم والأب – تُنسب إلى الشيخ فخير، وتُعدّ أحياناً من "قَولات الكباش"
28. قَول ذو النون المصري – له نفس لحن قَول درويش آدم
29. قَول درويش آدم – له نفس لحن قَول ذو النون المصري
30. قَول درويش حبيب – له لحن خاص
31. قَول بقيت في الحياة
32. قَول ديول وعقل
33. قَول دسترمة
34. قَول ابنتا القاضي البصري
35. قَول الدورة
36. قَول الشعبتين
37. قَول الأرض والسماء – من "قَولات الكباش"
38. قَول الأركان
39. قَول الإيزيدي العظيم (قَول على البحر)
40. قَول الأمير يزيدين (نحن ثلاثة سكّارى) – له لحن خاص
41. قَول يزيد – يُنسب إلى بيسێ جم، له ثلاثة ألحان، يُعدّ أطول قَول إيزيدي وغالباً ما يُتلى خلال "طواف الطاووس"
42. قَول يزيد والمدح – له لحن خاص
43. قَول عزمر فقين
44. قَول نظام الملك الشيخ سين (الحسن بن عدي) – له لحن خاص
45. قَول نظام موسى (قَول موسى، قَول النبي موسى)
46. قَول نظام فخر الدين بن عدي – يُنسب إلى الشيخ فخير، له لحن خاص، يُتلى في الجنائز
47. قَول النظام (قَول نظام الشيخ فخير، قَول الملك فخر الدين)
48. قَول الثور والسمكة – من "قَولات الكباش"
49. قَول وادي ماري
50. قَول الفتى ذو اللغات الأربع – يُنسب إلى الشيخ فخير، له لحن خاص
51. قَول الفتى الشيخ مند
52. قَول حمدي بابه
53. قَول أين كان الملك أولاً – يُعد أحياناً من "قَولات الكباش"
54. قَول حسدي التوري – يُنسب إليه
55. قَول حسن چلي – له لحن خاص
56. قَول اللجام
57. قَول "هاي جانِه" – جزء من قَول مكه
58. قَول الأسماء الألف وواحد – يُنسب إلى الشيخ فخير
59. قَول "صعدت إلى القمة"
60. قَول حسين الحلاج – له لحن خاص
61. قَول الإيمان – يُنسب إلى الشيخ فخير، له نفس لحن قَول "سيد البيت"
62. قَول "أتيت من الشام إلى المجلس" – يُنسب إلى الشيخ فخير
63. قَول كأس ...
64. قَول لضحكة الأفاعي (شيخادي شيخ شارا)
65. قَول الكوجك – له لحن خاص
66. قَول العمامة (قَول بير لبنانا، قَول قلبي مليء بالنحل) – منسوب إلى داويدي بن درمان. له لحنان خاصان
67. قَول لاويك پيران – منسوب إلى لاويك بير. له لحن خاص. من الأقوال "البرانية"
68. قَول عن العاصفة – منسوب إلى الشيخ فخِر
69. قَول ماكê
70. قَول بيت الأب (قَول بيت الأب الجميل، قَول ديسترمê) – له لحن خاص
71. قَول البيت والرجال (قَول يا بيت ويا رجال)
72. قَول الشهور (قَول أشهر السنة) – منسوب إلى الشيخ فخر. له نفس لحن قَول يوم الأربعاء
73. قَول الملا أبو بكر
74. قَول الملك فخردين
75. قَول الملك سليم
76. قَول الملك الشيخ سين
77. قَول مرسومة باري
78. قَول أنا سكران من الكأس
79. قَول العظيم – من الأقوال "البرانية"
80. قَول معلمي أنا (قَول الكأس)
81. قَول المريدين – منسوب إلى بير رشê حيران. له لحن خاص
82. قَول المسكين جارو – له لحن خاص
83. قَول المسكين تاج الدين – منسوب إلى الشيخ فخِر. له لحن خاص
84. قَول مشته – منسوب إلى الشيخ فخِر. له لحن خاص
85. قَول أشتاق إلى ثلاثة خيول – منسوب إلى حسده التوري
86. قَول بشارة الرجل
87. قَول البشارة (قَول بشارة الرجل، قَول هدوء يسوع) – منسوب إلى بير رشê حيران
88. قَول الأمير إبراهيم (قَول إبراهيم خليل) – له لحن خاص
89. قَول مهر الرجل
90. قَول النبي موسى – منسوب إلى الشيخ هويند
91. قَول النبي موسى والخضر الحي
92. قَول النادر
93. قَول النبي محمد
94. قَول النبي إسماعيل – أحياناً يُنسب إلى بير خضر. له لحن خاص
95. قَول النفس
96. قَول النفس والعقل
97. قَول نوروز
98. قَول النبي نوح
99. قَول عمر خالا وحسن جنيري – منسوب إلى الشيخ فخِر أو داويدي بن درمان. له لحن خاص
100. قَول السيادة (قَول الملكية) – منسوب إلى الشيخ فخِر
101. قَول خلف الحجاب
102. قَول بير داوود – منسوب إلى بير داوود. له نفس لحن قَول بير شرف
103. قَول بير سيبا
104. قَول بير حميدي بوز
105. قَول بير محمدي الكردي
106. قَول بير رشê حيران – منسوب إليه
107. قَول بير شرف (بيتة بيضا) – منسوب إلى داويدي بن درمان. له نفس لحن قَول بير داوود
108. قَول القاضي عسكر
109. قَول القاضي شيرو
110. قَول قديلبيلبان
111. قَول مصدر الأنوار – منسوب إلى بير رشê حيران أو الشيخ فخِر. له لحن خاص
112. قَول الفرقان الأسود – منسوب إلى الشيخ فخِر. من الأقوال "البرانية"
113. قَول يوم القيامة ١ – له لحن خاص
114. قَول يوم القيامة ٢ – له لحن خاص
115. قَول رابعة العدوية – له لحن خاص
116. قَول في يوم خرجت في سفر – منسوب إلى الشيخ فخِر
117. قَول لحظة الموت – له لحن خاص. يُتلى في الجنائز. من الأقوال "البرانية"
118. قَول ثلاثة سكارى
119. قَول صباح العدويين
120. قَول سلامات الملك فخردين – منسوب إلى الشيخ فخِر
121. قَول سلامات الملك الكريم – منسوب إلى بير خضر
122. قَول سلام السلامات الجبابرة – منسوب إلى داويدي بن درمان
123. قَول السلام ومئة سلام (قَول الحسن بن عدي وفخر الدين بن عدي) – منسوب إلى الشيخ فخِر. له لحن خاص
124. قَول النبي إسماعيل
125. قَول سِنْجَقَا
126. قَول سندروك
127. قَول سيني بيري – منسوب إليه. له لحن خاص
128. قَول هدوء يسوع
129. قَول السلطان يزيد
130. قَول الأسرار
131. قَول الأدب الصحيح – منسوب إلى الشيخ فخِر. أحياناً يُعد من الأقوال "البرانية"
132. قَول شرف الدين – منسوب إلى بير رشê حيران. له لحن خاص
133. قَول الشيخ عدي ورجال الله – منسوب إلى بيسê جم. من الأقوال "البرانية"
134. قَول الشيخ إيسن
135. قَول الحسن بن عدي وفخر الدين بن عدي
136. قَول الشيخ شمس – منسوب إلى الشيخ فخِر. له لحن خاص. من الأقوال "البرانية"
137. قَول الشيخ الشمس التبريزي
138. قَول الشيخ عربك من إنتوش – منسوب إلى الشيخ فخِر
139. قَول الشيخ حسن السلطان (قَول بوري بوري) – منسوب إلى الشيخ فخِر. له لحن خاص. يُتلى في الجنائز. من الأقوال "البرانية"
140. قَول الشيخ السري
141. قَول الشيخ فخر الذهب – منسوب إلى الشيخ فخِر
142. قَول الشيخ هادي
143. قَول الشيخ مند وغيلا
144. قَول الشيخ مند والشيخ رش
145. قَول الشيخ سليم
146. قَول الشيخ ويعقوب (قَول يعقوب وموسى) – منسوب إلى الشيخ فخِر
147. قَول شيخوبكر – منسوب إلى بير رشê حيران. له لحن خاص (مشابه للحن قَول حامي البيت). من الأقوال "البرانية"
148. قَول الحروب
149. قَول سيف الحقيقة
150. قَول شيخصين
151. قَول الطاووس ملك
152. قَول الاستغاثة بالشيخ عدي
153. قَول المخلّص الكاذب
154. قَول العروش – منسوب إلى الشيخ فخِر. له لحن خاص
155. قَول يوسف النبي
156. قَول الغفلة المجهولة
157. قَول خان قباد
158. قَول خرقة – منسوب إلى لاويك بير
159. قَول خَورê
160. قَول الخدمة – منسوب إلى الشيخ فخِر
161. قَول حامي البيت – له لحن خاص (نفس لحن قَول الإيمان بعلامة). يُتلى في الجنائز
162. قَول يزيد بن معاوية
163. قَول الضعيف المنكسر – منسوب إلى الشيخ فخِر. من الأقوال "البرانية"
164. قَول زنار النور

### البيت
1. بيت الربيع (Beyta Beharê)
2. بيت البيضة (Beyta Beʿza)
3. بيت الصفارة (Beyta Bilbila)
4. بيت البلبل المسكين (Beyta Bilbil Miskîno)
5. بيت العامي (Beyta Cindî)
6. بيت يوم الأربعاء (Beyta Çarşemê)
7. بيت الدرويش آدم 1 (Beyta Derwêş Adem 1)
8. بيت الدرويش آدم 2 (Beyta Derwêş Adem 2)
9. بيت الدين (Beyta Dinê)
10. بيت دروزگا شيخ شمس (Beyta Dirozga Şêşims)
11. بيت علي شير الله (Beyta ʿElî Şêrê Xwedê)
12. بيت أيوب الكرماخوري (Beyta Eyûbê Kirmaxwarî)
13. بيت أيوب النبي (Beyta Eyûb Pêxember)
14. بيت الفقير الطائر (Beyta Feqîrê Teyra)
15. بيت الغلافيي (Beyta Gilaviyê)
16. بيت حسن الجيلي (Beyta Hesenê Cêlê)
17. بيت "يا دار!" (Beyta Heyî Malê)
18. بيت المساء (Beyta Êvarî / Beyta Hêvarî)
19. بيت إبراهيم الأخ (Beyta îbrahîmê Bira)
20. بيت كمكمير (Beyta Kemkemir)
21. البيت العظيم (Beyta Mezînê)
22. بيت محمد والشعر (Beyta Mihemed û Şeʿrê)
23. بيت الموت (Beyta Mirinê)
24. بيت المسكين (Beyta Miskîn)
25. بيت الأمير ميحي (Beyta Mîr Mihê)
26. بيت موسى النبي (Beyta Mûsa Pêxember)
27. بيت النصيحة (Beyta Nesîheta)
28. بيت نبي أمة (Beyta Neviyê Ometê)
29. بيت وفاة نبي أمة (Beyta Mirina Nevîê Ometê)
30. بيت نيسيرا (Beyta Nisira)
31. بيت البير اللبناني (Beyta Pîrê Libnana)
32. بيت البير مندي غور (Beyta Pîr Mendî Gor)
33. بيت رابعة العدوية (Beyta Reʿbiyê / Beyta Rebiʿe il-ʿEdewiye)
34. بيت سرافيا الهندية (Beyta Serafiya Hindiya)
35. بيت سيوينا كسيك (Beyta Sêwena Kesik)
36. بيت الصباح (Beyta Sibê)
37. بيت شيخ شمس / بيت التشتا (Beyta Şêşims / Beyta Têşta)
38. بيت سليمان النبي والبوم (Beyta Silêman Pêxember û Bûm)
39. بيت سليمان بير الإسملكاه (Beyta Silêman Pîrê Esmaleka)
40. بيت الشعر (Beyta Şeʿrê)
41. بيت شيخ شمس (Beyta Şêşims)
42. بيت الشورى (Beyta Şêwra)
43. بيت عدي بن مسافر
44. بيت شيخ سنعان (Beyta Şêxê Sen’an)
45. بيت الحسن بن عدي
46. بيت الشيخ مندي جيلي (Beyta Şêx Mend Gêlê)
47. بيت الشيوخ والأولياء (Beyta Şêxû Pîra)
48. بيت شيخالي شمساء (Beyta Şîxalê Şemsa)
49. جانديلا مندو (Jandila Mendo)

### الدعاء
1. دعاء
2. دعاء الإيمان (Duʿa Bawiriyê)
3. دعاء خصلة الشعر (Duʿa Biskê) – يُتلى أثناء طقس "قص الخصلة" عند دعوة "شيخ الخصلة" (Şêxê Biskê) إلى المنزل، ويُقص جزء صغير من شعر الصبي.
4. دعاء من أجل الله (Duʿa Bona Xwedê)
5. دعاء الغسل (Duʿa Çevşûştinê)
6. دعاء درويش الأرض (Duʿa Dewrêşê ʿErd)
7. دعاء ضد العقرب والثعبان (Duʿa Dûpiştkê)
8. دعاء ألم الرحم (Duʿa Êşa Mekanî Jinê)
9. دعاء المساء (Duʿa Êvarê)
10. دعاء الإيزيدية (Duʿa Êzdiyatiyê)
11. دعاء الفجر (Duʿa Fecrê)
12. دعاء جيرجيراتكê (Duʿa Gêrgêratkê)
13. دعاء الحقيقة (Duʿa Heqîqetê)
14. دعاء القمر (Duʿa Heyvê)
15. دعاء الإيمان (Duʿa îmanê)
16. دعاء نقصان القمر (Duʿa Kêma Heyvê)
17. دعاء في بيت الأمير (Duʿaya li Mala Mîra)
18. دعاء على روح الميت (Duʿaya li Ser Giyanê Mirî)
19. دعاء الزواج (Duʿa Mehrê)
20. دعاء المعرفة (Duʿa Meʿrîfetê)
21. دعاء المعراج (Duʿa Mirazê)
22. دعاء المريدين (Duʿa Mirîdiyê)
23. دعاء غسل الميت (Duʿa Mirîşûştinê)
24. دعاء الذبح (Duʿa Morkirinê)
25. دعاء النذر (Duʿa Nezerê)
26. دعاء إعداد المائدة (Duʿa Newqandina Mîzê)
27. دعاء الظهيرة (Duʿa Nîvro)
28. دعاء الحظ أو التوفيق (Duʿa Oxirê) – يُتلى قبل السفر الطويل.
29. دعاء الدعم (Duʿa Piştgirêdanê)
30. دعاء البيرانية (Duʿa Pîraniyê)
31. دعاء رمضان (Duʿa Razanê)
32. دعاء الشرق (Duʿa Rojhilatê)
33. دعاء الصبر (Duʿa Sebrê)
34. دعاء الرأس (Duʿa Serêşê)
35. دعاء الصباح (Duʿa Sibê)
36. دعاء المائدة (Duʿa Sifrê)
37. دعاء نجم الصبح (Duʿa Stêra Demilqapê)
38. دعاء الليل (Duʿa Şebeqê)
39. دعاء الشريعة (Duʿa Şerîeʿtê)
40. دعاء المشيخة (Duʿa Şêxîtiyê)
41. دعاء طاووس ملك (Duʿa Tawûsî Melek)
42. دعاء طاووس ملك (مكرر)
43. دعاء ختم شيخابادين (Duʿa Temametiya Şîxadî)
44. دعاء تسميل الأرض (Duʿa Tesmîlî ʿErd)
45. دعاء الاتفاق (Duʿa Tifaqê)
46. دعاء توكة (Duʿa Tokê)
47. دعاء الخرقة (Duʿa Xerqe)
48. دعاء الخير (Duʿa Xêrê)
49. دعاء تلاوة المنزل (Duʿa Xundanê Malê)
50. دعاء الزيارة (Duʿa Ziyaretbûnê)
51. دعاء الخالق (Duʿa Xûdê)
52. صلاة الأموات (Nivêja Miriyan)
53. صلاة الشرق (Nivêja Rojhelatê)
54. صلاة ما بعد الصلاة (Paşnivêj)
55. ختم شيخابادين (Temediya Şîxadî)
56. التحرّق بـ"فرض الأخوّة" (Terqîna "Ferzê Biratiyê")
57. "الدعاء الرئيسي للإيزيديين" (بحسب ييگيازروف 1891)
58. الدروزگا – دعاء طويل يحتوي على أسماء مقدّسة وشخصيات تاريخية
59. شدة الدين – إعلان الإيمان، يُتلى قبل النوم
60. تلقيـن (Terqîn) – يُتلى في الجنازات وذبائح الحيوانات

### القصائد

#### قصائد البيرانية
قصائد البير:
1. قصيدة ألو بكر
2. قصيدة الفارس الواحد (Qesîda Êk Siwar)
3. قصيدة حاجي يال(ي)
4. قصيدة الحاج علي (Qesîda Hecî ʿElî)
5. قصيدة حسن ممان (Hesin Meman) — قصيدة حسن ممان
6. قصيدة حسنالكا (Qesîda Hesnaleka)
7. قصيدة عيسيبيا (Qesîda Îsîbiya)
8. قصيدة محمد رشّان — قصيدة محمد رشّان
9. قصيدة محمدي ريبن (Qesîda Mehmedî Reben)
10. قصيدة ممي شيڤان (Qesîda Memê Şivan)
11. قصيدة بير الجروى (Pîrê Cerwa)
12. قصيدة بير كمال (Pîrî Kemal)
13. قصيدة بير محمد – بير الآفات – خطيء بسي (Qesîda Pîr Mihemed – Pîr Afat – Xetî Pisî)
14. قصيدة قدي بلبان (Qesîda Qedî Bilban)
15. قصيدة سيني بحري (Qesîda Sinî Behrî)

#### قصائد الشيخانية
قصائد الشيوخ:
1. قصيدة "عدي شيخي" (Qesîda Adiya Şêxê Mine)
2. قصيدة آمادين
3. قصيدة نصير الدين
4. قصيدة سجادين
5. قصيدة شرف الدين بن الحسن — قصيدة شرف الدين
6. قصيدة شيخ شمس والملك فخر الدين
7. قصيدة شيخ شمس التورزي (Şêşimsê Tewrêzî)
8. قصيدة الشيخ عدي (Qesîda Şêx ʿAdî)
9. قصيدة الشيخ علي شمساء (Şêx Alê Şemsa)
10. قصيدة الشيخ بابك (Şêx Babik)
11. قصيدة الشيخ جنجر (Şêx Cencer)
12. قصيدة الشيخ عبد القادر (Şêx ʿEbdil Qadir)
13. قصيدة شيخ مند
14. قصيدة الشيخ سين (Şêx Sin)
15. قصيدة الشيخ وبكر (Şêx û Bekir)
16. قصيدة خاتون فخرة

#### قصائد أخرى
1. قصيدة الراعي (Qesîda Çopan)
2. قصيدة "لا أحد يأتي" (Qesîda Kes netê)
3. قصيدة نديمي (Qesîda Nadîmî)
4. قصيدة "سبحان من هو ملك أكبر" (Qesîda Sibhan e ji te Melkê Ekber)
5. قصيدة طاووسي ملك (Qesîda Tawûsî Melek)

### السماع
1. سماعيا بيلند
2. سماعيا مقام الإيزيدية (Semaʿya Maka Êzî)
3. سماعيا مركبة (سماع الأرواح)
4. السماع القانوني (Semaʿya Qanûnî)
5. سماع شرف الدين وشيخ حسن
6. سماع شيخ شمس
7. سماع الزرزاوية (Semaʿya Zerzayî)

### نصوص شعرية أخرى
1. لافيج (تاريخ لافيجه بير)
2. خيزيماك – أغنية خيزيم ("حلقة الأنف") للمحبوبة
3. پاييزوك – أغنية الخريف
4. روبارين – أغنية الأنهار
5. خريبو (Xerîbo)

### نصوص نثرية

#### المشابت
نصوص المشابت هي خُطب ومواعظ:
1. درويش البصراوي
2. كيف يجب أن يكون الإنسان الإيزيدي
3. عن التصوف والقلب النقي
4. مدح وثناء لشيخ عدي
5. الموت والآخرة
6. المشابت والشريعة
7. خلق آدم
8. مديح شرف الدين بن الحسن
9. الشريعة والعمل الصالح

#### القصص والروايات (Çîrok û Çîvanok)
نصوص القصص والروايات:
1. قصة إبراهيم ونمرود
2. رواية السيد فصل (فضل)
3. قصة مسكين تاج الدين
4. قصة نبوخذ نصر، وقول إيزيد، والمديح
5. قصة ظهور سرّ إيزيد (Peydabûna Sura Êzî)
6. قصة بير علي والمعمودية
7. قصة بير مند القبر
8. رواية بير شرف الميراف وسلطان الشيخ موسى
9. (قول و) قصة قدي بلبان
10. قصة النبي سليمان وبلقيس
11. قصة عدي بن مسافر وسلطان زنكي، بدر الدين، الحسن بن عدي وشيخ مند
12. قصة الشيخ فخر ويعقوب موسى
13. قصة وبيت الشيخ سنعان

#### الداستان
نصوص الداستان (الحكايات الملحمية):
1. داستان عاشق غريب وشاه سنم
2. داستان غيلا مير أطلس
3. داستان مير ميه
4. داستان وبيت مير ميه — الحكاية وبيت مير ميه

## نصوص مترجمة إلى الإنجليزية
تسرد هذه الفقرة النصوص الدينية الشفوية الإيزيدية التي تمت ترجمتها إلى اللغة الإنجليزية.

### عمرخالي (2017)
تتضمن بعض العينات التمثيلية من الشعر الديني الشفوي الإيزيدي التي نُسخت وجُمعت بواسطة خانا عمرخالي (2017) ما يلي:
- قَوْل بادشا — نشيد الرب
- قَوْل زبوني مكسور — نشيد الضعيف المنكسر
- قَوْل پشت پرده — النشيد "خلف الحجاب"
- بيت هيي مالي — بيت "يا دار"
- بيت شيخ شمش أو بيت الصباح — بيت الشيخ شمس أو بيت الصباح
- ديروزگه شيخ شمش — ديروزگه الشيخ شمس
- شهادة الدين — إعلان الإيمان
- دعاء درويش الأرض
- دعاء غسل الوجه
- دعاء القمر
- دعاء طاووسي ملك
- قصيدة بير كمال
- قصيدة الشيخ بابك

### كراينبروك (2005)
الأدب الإيزيدي كما جمعه فيليب ج. كراينبروك (2005):
- الخَلق والتاريخ المبكر للعالم
  - قَوْل زبوني مكسور — نشيد الضعيف المنكسر
  - قَوْل خلق الدنيا — نشيد خلق العالم
  - قَوْل باء ألف — نشيد الباء والألف
  - قَوْل الألف اسم — نشيد الألف اسم واسم
  - قَوْل الإيمان — نشيد الإيمان
  - قَوْل القناديل — نشيد الأنوار
  - قَوْل الفرقان الأسود — نشيد الفرقان الأسود
  - دعاء الإيمان
  - دعاء الحج/الزيارة
  - دعاء الاتفاق

- التاريخ المبكر للدين والمجتمع
  - قصة السلطان الزنكي وعدي بن مسافر، بدر الدين، الحسن بن عدي وشيخ مند
  - قَوْل بير داوود — نشيد بير داوود
  - قصة ظهور سر إيزيد
  - قَوْل الكبير — النشيد الكبير
  - قَوْل الملا أبو بكر
  - قَوْل عدي بن مسافر والمير — نشيد الشيخ عدي والرجال القديسين

- قصص عن شخصيات مقدسة
  - قَوْل إيزدينة مير — نشيد إيزدينة مير
  - قصة بير مند القبر
  - قَوْل رابعة العدوية
  - دعاء ونشيد إلى شيخ شمش
  - بيت الصباح أو بيت شيخ شمش
  - بيت الشيخ والبير
  - آدي هو شيخي
  - قصيدة شيخ شمش وفخر الدين بن عدي
  - قصيدة الشيخ سين
  - قصيدة شرف الدين بن الحسن
  - قصيدة حسن مامان
  - قصيدة مه‌حمه‌د ره‌شان

- قصص مأخوذة من التقليد الإسلامي أو اليهودي-المسيحي
  - قصة إبراهيم الخليل مع نشيد إبراهيم ونمرود، ونشيد النبي إسماعيل
  - بيت البلابل

- الحياة الدينية والرموز
  - المشابت: درويش مدينة البصرة
  - دعاء الأماني
  - ديروز

- نصوص أخلاقية وسلوك قويم
  - مشابت وشريعة — خطبة ووعظ
  - قَوْل المريدين — نشيد المريدين
  - قَوْل السلوك القويم
  - بيت النصيحة

- الموت والحزن والعزاء
  - قصة وبيت مير ميه
  - قَوْل لحظة الموت
  - قَوْل جمجمة السلطان
  - قَوْل الشيخ حسن السلطان
  - قَوْل موسى

- نهاية الزمان
  - قَوْل المنقذ الكاذب
  - قَوْل شرف الدين بن الحسن

- مواضيع صوفية
  - قَوْل بابكه عمره
  - قَوْل مطحنة الحب

- مواضيع أخرى
  - قَوْل الأرض والسماء
  - قَوْل ضحكة الأفاعي
  - خزيماك
  - باييزوك
  - روبارين

### كراينبروك (1995)
يتضمن فيليب ج. كراينبروك (1995) النصوص الإيزيدية التالية:
- قَوْل زبوني مكسور — نشيد الضعيف المنكسر
- قَوْل خلق الدنيا — نشيد خلق العالم
- قَوْل الإيمان — نشيد الإيمان
- قَوْل البحار — نشيد المحيطات (غير مذكور في كراينبروك 2005)
- قَوْل شيخ أوبكر — نشيد الشيخ أوبكر (غير مذكور في كراينبروك 2005)
- دعاء الصباح — (غير مذكور في كراينبروك 2005)
- دعاء المساء — (غير مذكور في كراينبروك 2005)
- شهادة دينية — إعلان الإيمان (غير مذكور في كراينبروك 2005)
- بيت الجندي — بيت العامي (غير مذكور في كراينبروك 2005)
- قَوْل طاووسي ملك — نشيد طاووسي ملك (غير مذكور في كراينبروك 2005)
- قَوْل ملك الشيخ سين — نشيد ملك الحسن بن عدي (غير مذكور في كراينبروك 2005)
- قَوْل الشيخ شمس التبريزي — نشيد الشيخ الشمس التبريزي (غير مذكور في كراينبروك 2005)
- قَوْل بير شرف — نشيد بير شرف (غير مذكور في كراينبروك 2005)
- قَوْل الشيخ عربك إنتوشي — نشيد الشيخ عربك إنتوشي (غير مذكور في كراينبروك 2005)
- قَوْل بير داوود — نشيد بير داوود
- قَوْل عدي بن مسافر والمير — نشيد عدي بن مسافر والرجال القديسين
- قَوْل القيامة — نشيد القيامة (غير مذكور في كراينبروك 2005)
- قَوْل المسكين جارو — نشيد الفقير البائس (غير مذكور في كراينبروك*

## المراجج
1. 1 2  Kreyenbroek، Philip (1995). Yezidism: its background, observances, and textual tradition. Lewiston NY: E. Mellen Press. ISBN:0-7734-9004-3. OCLC:31377794.
2. 1 2  Allison، Christine (2001). The Yezidi oral tradition in Iraqi Kurdistan. Richmond, Surrey England: Curzon. ISBN:0-7007-1397-2. OCLC:45337769.
3. 1 2  Kreyenbroek، Philip (2005). God and Sheikh Adi are perfect: sacred poems and religious narratives from the Yezidi tradition. Wiesbaden: Harrassowitz Verlag. ISBN:978-3-447-05300-6. OCLC:63127403.
4. 1 2 3 4  Omarkhali، Khanna (2017). The Yezidi religious textual tradition, from oral to written: categories, transmission, scripturalisation, and canonisation of the Yezidi oral religious texts. Wiesbaden: Harrassowitz Verlag. ISBN:978-3-447-10856-0. OCLC:994778968.
5. ↑  Avdoev, Teimuraz / Авдоев, Теймураз (2020). Newşe dînê êzîdiyan / Езидское Священословие / The Yezidi Holy Hymns. نسخة محفوظة 2022-12-22 على موقع واي باك مشين.